# Österreichische Handballmeisterschaft (Männer) 2025/26
Die 65. Saison der Österreichischen Handballmeisterschaft beginnt im September 2025. Der amtierende Meister der Saison 2024/25 ist der UHK Krems.

## Handball Liga Austria
In der höchsten Spielklasse, der Handball Liga Austria, sind zwölf Teams vertreten. Die Meisterschaft wird in mehrere Phasen gegliedert. In der Hauptrunde spielen alle Teams eine einfache Hin- und Rückrunde gegen jeden Gegner. Danach wird die Liga in zwei Gruppen geteilt.
Die ersten acht Teams spielen dann direkt das Viertelfinale, in dem sie sich für das Halbfinale und darüber für das Ligafinale qualifizieren können. Die restlichen vier Mannschaften spielen  ein Play-off um den Klassenerhalt.

## Hauptrunde
| Pl.                                                | Verein                         | Sp. | S | U | N | Tore  | Diff. | Punkte |
| -------------------------------------------------- | ------------------------------ | --- | - | - | - | ----- | ----- | ------ |
| 1.                                                 | UHK Krems (M)                  | 0   | 0 | 0 | 0 | 00:00 | ±0    | 0      |
| 2.                                                 | Alpla HC Hard                  | 0   | 0 | 0 | 0 | 00:00 | ±0    | 0      |
| 3.                                                 | Handballclub Fivers Margareten | 0   | 0 | 0 | 0 | 00:00 | ±0    | 0      |
| 4.                                                 | HC Linz AG                     | 0   | 0 | 0 | 0 | 00:00 | ±0    | 0      |
| 5.                                                 | BT Füchse                      | 0   | 0 | 0 | 0 | 00:00 | ±0    | 0      |
| 6.                                                 | Handball Tirol                 | 0   | 0 | 0 | 0 | 00:00 | ±0    | 0      |
| 7.                                                 | Bregenz Handball               | 0   | 0 | 0 | 0 | 00:00 | ±0    | 0      |
| 8.                                                 | Jags Vöslau                    | 0   | 0 | 0 | 0 | 00:00 | ±0    | 0      |
| 9.                                                 | HSG Graz                       | 0   | 0 | 0 | 0 | 00:00 | ±0    | 0      |
| 10.                                                | SC Ferlach                     | 0   | 0 | 0 | 0 | 00:00 | ±0    | 0      |
| 11.                                                | HSG Bärnbach/Köflach           | 0   | 0 | 0 | 0 | 00:00 | ±0    | 0      |
| 12.                                                | UHC Hollabrunn (A)             | 0   | 0 | 0 | 0 | 00:00 | ±0    | 0      |
| Quelle: oehb-handball.liga.nu, Stand: 8. Juni 2025 |                                |     |   |   |   |       |       |        |

|     | Viertelfinale                    |
|     | Abstiegs-Play-off                |
| (M) | Meister der letzten Saison       |
| (A) | Aufsteiger aus der HLA Challenge |

## Spielstätten
Die Spielstätten sind nach Kapazität der Stadien geordnet.
| Verein                         | Stadion                                   | Kapazität  |
| ------------------------------ | ----------------------------------------- | ---------- |
| HSG Graz                       | Raiffeisen Sportpark Graz                 | 3000       |
| Alpla HC Hard                  | Sporthalle am See                         | 2280       |
| Bregenz Handball               | Sporthalle Rieden-Vorkloster              | 1600       |
| UHK Krems                      | Sport • Halle • Krems                     | 1428       |
| Handballclub Fivers Margareten | Sporthalle Margareten                     | 1200 (672) |
| HC Linz AG                     | Sport-Neue Mittelschule Linz Kleinmünchen | 1200       |
| UHC Hollabrunn                 | Weinviertelarena                          | 1100       |
| HSG Bärnbach/Köflach           | Sporthalle Bärnbach Sporthalle Köflach    | 1076 800   |
| BT Füchse                      | Hannes Bammer Halle                       | 1000       |
| Handball Tirol                 | Osthalle Schwaz                           | 1000       |
| SC Ferlach                     | Ballspielhalle Ferlach                    | 800        |
| Jags Vöslau                    | Thermenhalle Bad Vöslau                   | 800        |